# 沙托布洛
沙托布洛（法語：Châteaubleau，法語發音：[ʃatoblo] ⓘ）是法国塞纳-马恩省的一个市镇，属于普罗万区。

## 地理
沙托布洛（48°35'16"N, 3°6'27"E）面积3.4 平方千米，位于法国法蘭西島大區塞纳-马恩省，该省份为法国北部内陆省份，北起瓦兹省，西接埃松省、马恩河谷省、塞纳-圣但尼省和瓦兹河谷省，南至卢瓦雷省，东南接约讷省，东临马恩省和奥布省，东北接埃纳省。
与沙托布洛接壤的市镇（或旧市镇、城区）包括：布里地区圣瑞斯特、维约香槟、布里地区拉克鲁瓦、迈松鲁日。

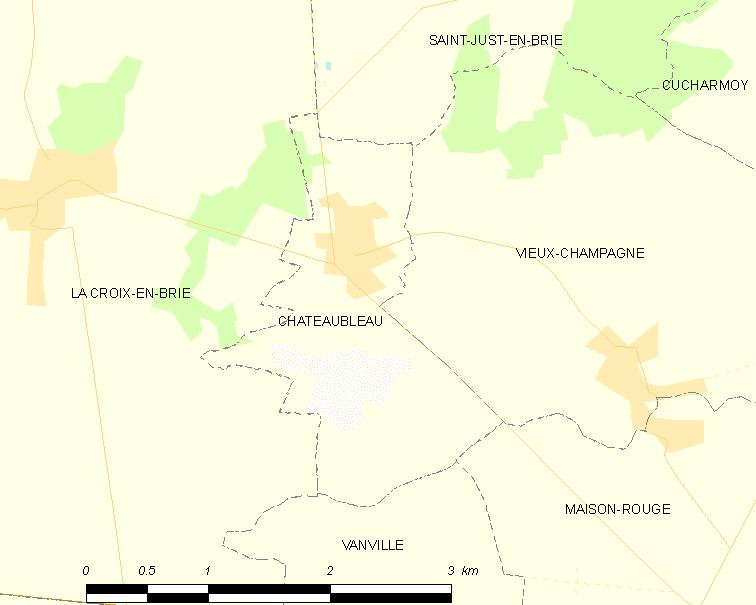
沙托布洛的OSM定位图

沙托布洛的时区为UTC+01:00、UTC+02:00（夏令时）。

## 行政
沙托布洛的邮政编码为77370，INSEE市镇编码为77098。

## 政治
沙托布洛所属的省级选区为楠日县。

## 人口

1962-2008年间沙托布洛人口变化图示

沙托布洛于2022年1月1日时的人口数量为363人。